# الیاس شایرا
الیاس شایرا (انگلیسی: Ilyas Chaira؛ زادهٔ ۲ فوریهٔ ۲۰۰۱) بازیکن فوتبال اهل مراکش است.
وی همچنین در تیم ملی فوتبال زیر ۱۸ سال مراکش بازی کرده است.